# Emmanuel Racine
Pour les articles homonymes, voir Racine.
Emmanuel Racine dit Mola (2 décembre 1911, Moscou- 4 ou 5 février 2005 en Israël) est le frère des résistantes Mila et Sacha Racine membres du MJS. Ses sœurs et lui, conjointement avec Georges Loinger, parviennent à faire passer des centaines d'enfants juifs entre la Haute-Savoie et la Suisse.

## Éléments biographiques

### Famille
Emmanuel est le fils aîné de Georges et Berthe (Bassia) Hirsch dont le patronyme francisé devient Racine. Il est né le 2 décembre 1911, à Moscou, en Russie. Il a deux sœurs, Mila sa cadette et Sacha la benjamine.
En 1926, la famille, fuyant le régime bolchevique, s'installe à Paris. Lors de la défaite de 1940, elle se réfugie à Toulouse et s'établit peu après à Luchon.

### Résistance
En 1941, à l'initiative de David Knout, il intègre le mouvement de résistance juif La Main Forte qui deviendra l'Armée Juive.
En 1942, il est membre du réseau de récupération et d'évasion Bourgogne qui est coordonné au BCRA.
Fin juillet 1943, un réseau est créé dans l'urgence afin de faire passer de Haute-Savoie en Suisse le plus d'enfants juifs qu'il se peut. Tony Gryn et Mola du MJS ainsi que Georges Loinger du réseau Garel en sont les initiateurs. Les deux sœurs, Mila et Sacha Racine ainsi que son futur époux Maurice Maidenberg, tous membres du MJS sont activement engagés dans ce réseau,,,.

## Distinctions
- Croix de guerre 1939-1945 avec une étoile de vermeil[14].
- Chevalier de la Légion d'honneur, 25 octobre 1977
- Officier de la Légion d'honneur, 14 juillet 1995[15]